# ایستگاه اکسپو/ورمونت
ایستگاه اکسپو/ورمونت (انگلیسی: Expo/Vermont station) یک ایستگاه‌های خط ئی متروی لس آنجلس است.
این ایستگاه که در سال ۱۸۷۵ تاسیس و در سال ۲۰۱۲ بازسازی شده است در میانه بلوار اکسپوسیشن در تقاطع خیابان ورمونت واقع شده است.

## نگارخانه

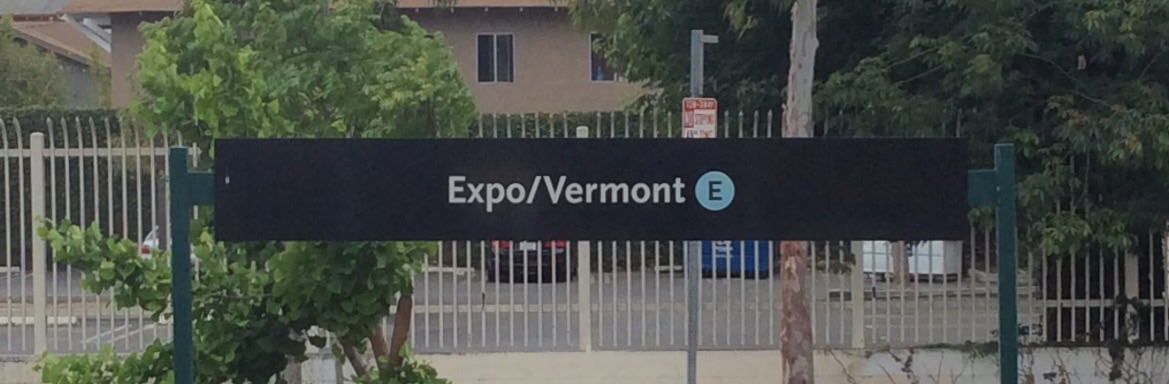
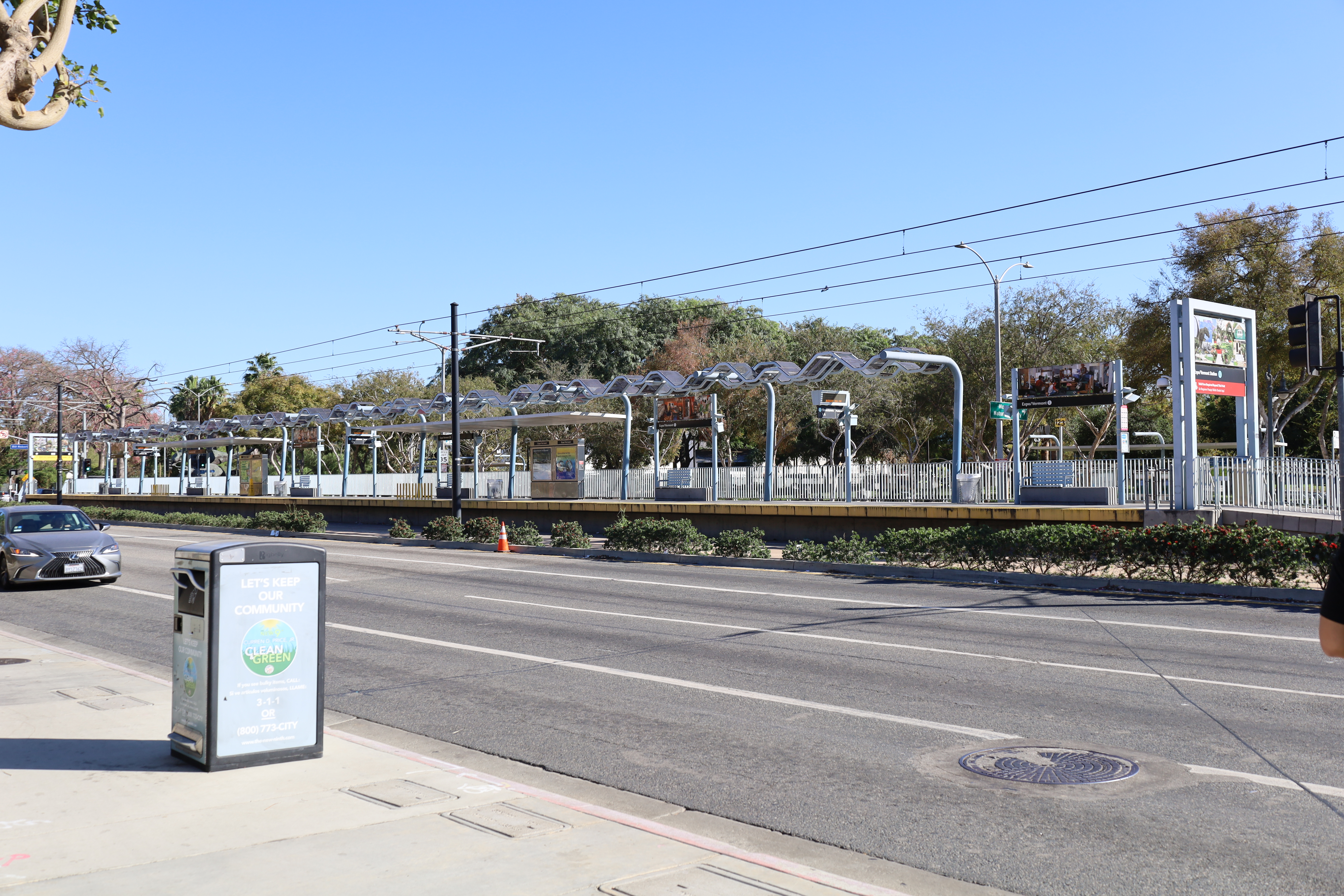
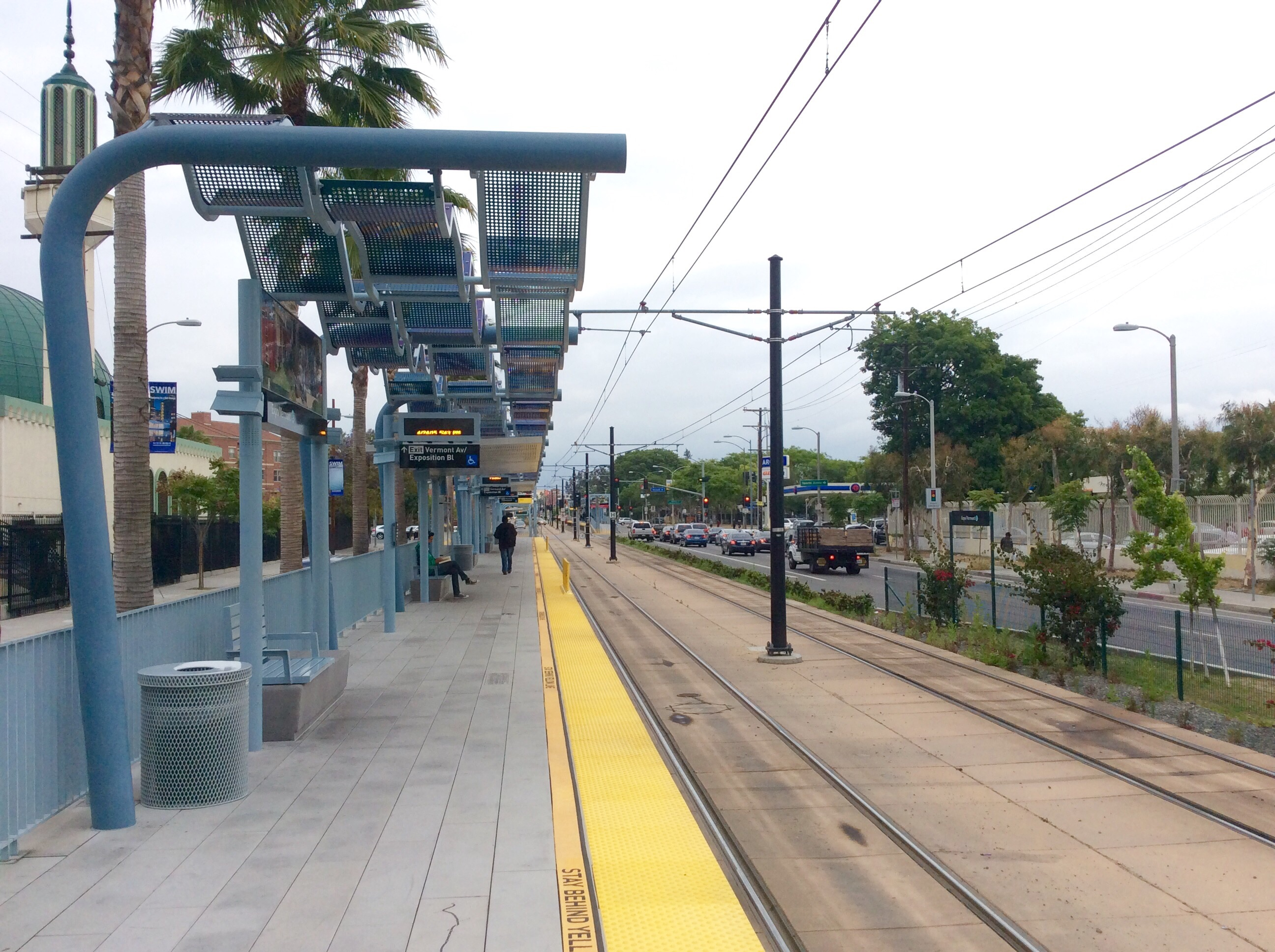